# Štítovcovití
Štítovcovití (Echeneidae) je čeleď malých ryb z řádu Carangiformes, historicky součást sběrného řádu ostnoploutvých.

## Druhy
- rod Echeneis Linnaeus, 1758
  - štítovec lodivod – Echeneis naucrates Linnaeus, 1758
  - Echeneis neucratoides Zuiew, 1786
- rod Phtheirichthys Gill, 1862
  - štítovec štíhlý – Phtheirichthys lineatus (Menzies, 1791)
- rod Remora Gill, 1862
  - štítovec drobný – Remora australis (Bennett, 1840)
  - štítovec krátkoploutvý – Remora brachyptera (Lowe, 1839)
  - štítovec oceánský – Remora osteochir (Cuvier, 1829)
  - štítovec lodní – Remora remora Linnaeus, 1758
- rod Remorina
  - Remorina albescens (Temminck & Schlegel, 1850)[1]